# Il sogno di Scipione
Il sogno di Scipione (deutscher Titel: „Der Traum des Scipio“) ist eine Serenata in einem Akt von Wolfgang Amadeus Mozart, KV 126. Das Libretto von Pietro Metastasio wurde ursprünglich für den Geburtstag Karls VI. geschaffen. Mozart vertonte das Libretto zu den Feiern der Sekundiz, des fünfzigsten Jahrestages der Primiz, des damaligen Salzburger Fürstbischofs Sigismund Graf Schrattenbach, der jedoch kurz vor diesem Jubiläum starb. Die Serenata wurde dann seinem Nachfolger gewidmet.
Hinsichtlich der Uraufführung des Werkes am 1. Mai 1772 im Fürstbischöflichen Palast in Salzburg wird heute häufig vermutet, dass es zu dem neuen Anlass nicht in seiner gesamten Länge aufgeführt wurde und man sich mit der abschließenden Huldigungsarie begnügte. Dies könnte bedeuten, dass Mozart die Serenata selbst als Gesamtaufführung nie erlebt hat.
Wenn man davon ausgeht, dass das Werk zu Mozarts Zeiten nicht aufgeführt wurde, erfolgte die konzertante Uraufführung erst am 20. Januar 1979 im Großen Festspielhaus in Salzburg. Die erste szenische Aufführung gab es 1982 in einer Laieneinstudierung im Rahmen des Jugendfestspieltreffens Bayreuth. Die erste professionelle szenische Aufführung fand 1984 unter der Leitung von Christopher Hogwood beim zweiten Festival di Vicenza statt.
Die zweisätzige Ouvertüre in D-Dur erhielt auch eine eigene KV-Nummer 161. Zusammen mit dem nachkomponierten Finale in D-Dur KV 163 bildet sie eine vollständige Sinfonie in drei Sätzen, die in der 6. Auflage des Köchelverzeichnisses als KV 141a gezählt wird.

## Libretto und Handlung
Pietro Metastasio schrieb das Libretto zu Il sogno di Scipione ursprünglich zum Geburtstag Kaiser Karls VI. am 1. Oktober 1735. Die erste Vertonung stammt von Luca Antonio Predieri.
Die Handlung nimmt Motive von Ciceros Somnium Scipionis auf.
Dem Feldherrn Scipio Aemilianus erscheinen die Göttinnen des Glücks und der Beständigkeit im Traum und verlangen von ihm, sich zwischen ihnen zu entscheiden. Dazu führen sie ihn in dem Himmel, wo er seinem Großvater Publio und seinem Vater Emilio begegnet, die ihn über die Tugenden belehren und ihm zeigen, wie klein und unbedeutend die Erde dagegen ist. Scipio würde gerne bei ihnen bleiben, wird aber belehrt, dass er auf der Erde noch eine Mission zu erfüllen habe, nämlich die Eroberung und Zerstörung Karthagos. Zuvor müsse er zwischen den Göttinnen wählen.
Scipio fragt die Göttinnen, wie sie ihm bei seiner Aufgabe helfen können. Zuerst führt ihm Fortuna ihre Waffen vor, die Reiche fallen und aufstehen lässt, doch Costanza setzt die Beständigkeit von Werten und Tugend dagegen, die sie auf Dauer erhält. Scipio lässt sich überzeugen. Obwohl Fortuna nun mit Unglück droht, wählt er die Beständigkeit.
Zum krönenden, nicht mehr zur Handlung gehörenden Abschluss tritt Licenza auf und preist die Tugend des wieder erwachten Scipio und verrät, dass er Hieronymus von Colloredo, den Fürstbischof von Salzburg, personifiziert.

## Aufnahmen und Aufführungen in neuerer Zeit
- 1979: Studio-Aufnahme (CD). Mozarteumorchester Salzburg, Salzburger Kammerchor, Leitung: Leopold Hager. Sänger: Peter Schreier (Scipione), Lucia Popp (Costanza), Edita Gruberová (Fortuna), Claes Haakon Ahnsjö (Publio), Thomas Moser (Emilio), Edith Mathis (Licenza).[2]
- 2000: Live-Mitschnitt (CD) einer konzertanten Aufführung in Montreux. Freiburger Barockorchester, Choeur des Musiciens du Louvre-Grenoble, Leitung: Gottfried von der Goltz. Sänger: Bruce Ford (Scipione), Malin Hartelius (Costanza), Lisa Larsson (Fortuna), Charles Workman (Publio), Jeremy Ovenden (Emilio), Christine Brandes (Licenza).[2]
- 2001: Studio-Aufnahme (CD). Musica ad Rhenum, Cappella Amsterdam, Leitung: Jed Wentz. Sänger: Francois Soons (Scipione), Claudia Patacca (Costanza), Claron McFadden (Fortuna), Terence Mierau (Publio), Marcel Reijans (Emilio), Francine van der Heyden (Licenza).[2]
- 2006: Live-Mitschnitt (DVD) aus der Großen Universitätsaula in Salzburg. Kärntner Sinfonieorchester, Chor des Stadttheaters Klagenfurt, Leitung: Robin Ticciati. Sänger: Blagoj Nacoski (Scipione), Louise Fribo (Costanza), Bernarda Bobro (Fortuna), Iain Paton (Publio), Robert Sellier (Emilio), Anna Kovalko (Licenza).[2]
- 2012: Szenische Aufführung der Gotham Chamber Opera, New York. Leitung: Neal Goren. Sänger: Michele Angelini (Scipione), Marie-Ève Munger (Costanza), Susannah Biller (Fortuna), Arthur Espiritu (Publio), Chad A. Johnson (Emilio), Rachel Willis-Sørensen (Licenza).[3]
- 2019: Live-Mitschnitt (Video) aus dem Teatro Malibran in Venedig. Leitung: Federico Maria Sardelli. Sänger: Valentino Buzza (Scipione), Francesca Boncompagni (Costanza), Bernarda Bobro (Fortuna), Emanuele D’Aguanno (Publio), Luca Cervoni (Emilio), Rui Hoshina (Licenza).[4]